# Thoriosa spadicea
Thoriosa spadicea là một loài nhện trong họ Ctenidae.
Loài này thuộc chi Thoriosa. Thoriosa spadicea được Eugène Simon miêu tả năm 1910.